# Aguascalientes (kommun)
Aguascalientes är en kommun i Mexiko.   Den ligger i delstaten Aguascalientes, i den centrala delen av landet, 400 km nordväst om huvudstaden Mexico City. Antalet invånare är 723 043. Arean är 1 179 kvadratkilometer.
Terrängen i Aguascalientes är kuperad västerut, men österut är den platt.
Följande samhällen finns i Aguascalientes:
- Aguascalientes
- Pocitos
- Villa Licenciado Jesús Terán
- Cartagena Fraccionamiento
- Jaltomate
- San Sebastián Fraccionamiento
- Peñuelas
- La Loma de los Negritos
- Cumbres III
- Los Caños
- Buenavista de Peñuelas
- CERESO
- Montebello Della Stanza Fraccionamiento
- Residencial San Nicolás Baños la Cantera
- Villas del Mediterráneo
- Granjas Fátima
- Vista Alegre
- San Felipe Viñedos
- Cuauhtémoc
- San José de la Ordeña
- Lomas de Nueva York
- El Colorado
- Che Guevara Colonia
- El Duraznillo
- El Cariñán
- La Perla Colonia
- Comunidad el Rocío
- Santa Cruz de la Presa
- El Cedazo
- La Nueva Teresa
- Barandales de San José
- Ciudad de los Niños
- Norias de Cedazo
- Cabecita 3 Marías
- El Lucero de la Cruz
- El Guarda
- Los Guerrero
- El Bramadero
- El Polvorín
- San Martín
- El Dominado
- San Martín